# Lipper Bergland
Lipper Bergland eller Lippiska Bergland är en medelhög bergsregion i Tyskland och en del av Weserberglandet. Regionen ligger huvudsakligen i distriktet Lippe, förbundslandet Nordrhein-Westfalen och en liten del i Niedersachsen. Här finns många bok- och ekskogar och landskapet är jämförelsevis glest bebyggt.

## Geografi
.

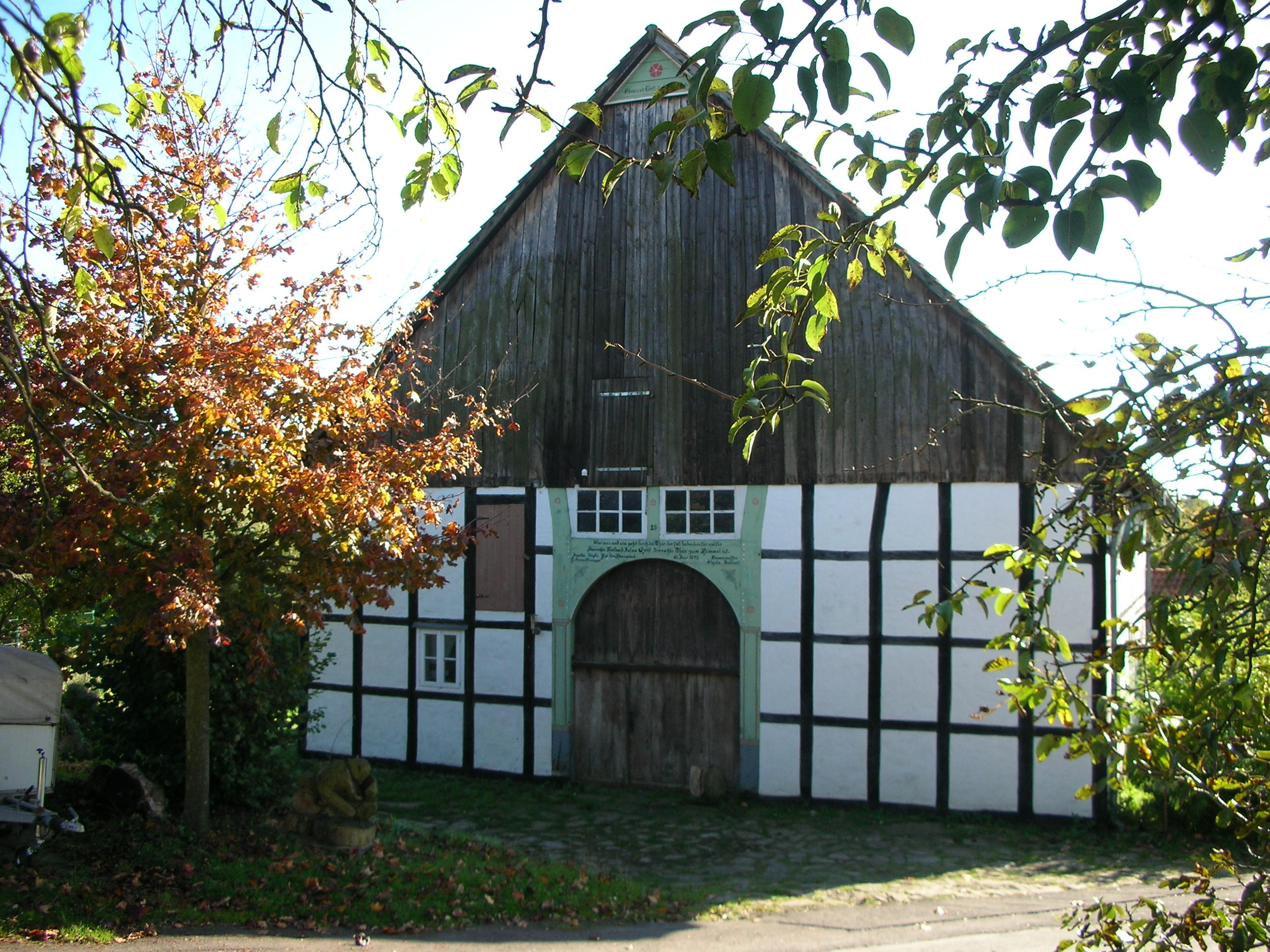
Gammalt lippiskt gårdstun med korsvirkeshus

Bergskedjan sträcker sig sydväst om floden Weser i den så kallade "Weserbågen". Kedjan vänder sin brantare del mot Weserslätten, som har det för detta landskapet mildaste klimatet. I söder går berglandet långsamt över i Steinheimslätten och på västsidan begränsas den av floderna Werre och Bega.
Dörenberg (392 m ö.h.) i mitten av bergsregionen fungerar som vattendelare för Bega,- Exter- och Kalledalen. Högsta berget är Köterberg som ligger 496 meter över havet. Tillströmning av turister är betydlig till luftkurorter och bad som Bad Salzuflen och Horn-Bad Meinberg.
Den största staden i berglandet är delstatens huvudstad Detmold med nästan 75 000 invånare. Andra städer är gamla Hansestaden Lemgo och Lage.